# Шондра
Шондра (њем. Schondra) град је у њемачкој савезној држави Баварска. Једно је од 26 општинских средишта округа Бад Кисинген. Према процјени из 2010. у граду је живјело 1.751 становника. Посједује регионалну шифру (AGS) 9672149.

## Географски и демографски подаци
Шондра се налази у савезној држави Баварска у округу Бад Кисинген. Град се налази на надморској висини од 432 метра. Површина општине износи 28,6 km². У самом граду је, према процјени из 2010. године, живјело 1.751 становника. Просјечна густина становништва износи 61 становника/km².